# Colaptes melanochloros
Colaptes melanochloros е вид птица от семейство Picidae.

## Разпространение
Видът е разпространен в Аржентина, Боливия, Бразилия, Парагвай и Уругвай.